# LOVE ～Destiny～
《LOVE ～Destiny～》是日本歌手濱崎步於1999年4月14日發行8公分規格的第7張單曲。2001年2月28日發行12公分規格。
本作共收錄〈LOVE 〜Destiny〜〉、〈LOVE 〜since1999〜〉兩曲。後者為與淳君的合唱，與前者編曲歌詞皆不盡相同。本作發行過後的首周，本作以65萬的銷售量登上公信榜首位，是濱崎步8公分規格單曲中唯一一張冠軍單曲。後收進專輯《LOVEppears》則又經過了重新編曲與重新填詞，定名為〈LOVE 〜refrain〜〉。

## 收錄歌曲

### 8cm
1. LOVE 〜Destiny〜　
作詞：濱崎步／作曲：淳君／編曲：小林信吾、前島康明
富士電視台《半張雙人床》插入曲
2. LOVE 〜since 1999〜
作詞、作曲：淳君／編曲：小西貴雄
富士電視台《半張雙人床》主題曲
與淳君合唱
3. LOVE 〜Destiny〜 -Instrumental-
4. LOVE 〜since 1999〜 -Instrumental-

### 12cm
1. LOVE 〜Destiny〜 "Original Mix"
2. LOVE 〜since 1999〜 "Original Mix"
3. kanariya "Big Room Mix"
4. kanariya "HΛL's Mix"
5. from your letter "pandart sasanooha Mix"
6. LOVE 〜Destiny〜 "Original Mix -Instrumental-"
7. LOVE 〜since 1999〜 "Original Mix -Instrumental-"